# Requiem for the Indifferent
Requiem for the Indifferent (с англ. — «Реквием по безразличным») — пятый студийный альбом нидерландской симфоник-метал-группы Epica. Его выход состоялся на лейбле Nuclear Blast 9 марта 2012 года в Европе и 13 марта в США. Запись альбома проходила осенью 2011 года в Германии, в вольфсбургской студии Gate Studio. Продюсированием Requiem for the Indifferent, как и предыдущего альбома Epica, занимался Саша Пэт. Обложку альбома создал Штефан Хайлеман (нем. Stephan Heilemann).

## История
Весной 2011 года на официальной странице Epica в Facebook появилось сообщение о том, что группа работает над новым альбомом и уже сочинила материал для четырнадцати песен. Запись альбома была назначена на осень, а в качестве продюсера был заявлен Саша Пэт, ранее работавший с группой над предыдущими релизами и также известный по работе с такими симфоник-метал-группами, как Avantasia, Kamelot, Rhapsody of Fire.
Название альбома группа огласила второго декабря. В том же сообщении говорилось, что 16 марта 2012 года в нидерландском Тилбурге состоится презентация новой работы группы. Позднее в декабре на официальном сайте коллектива были представлены список композиций альбома и его обложка.
В качестве первого сингла с Requiem for the Indifferent группа выбрала песню «Storm the Sorrow», релиз которой состоялся в первых числах февраля на сервисе iTunes. Текст композиции посвящён критике и тому, как она может быть воспринята. По словам участников группы, рабочим вариантом названия этого трека был «Signature». На песню был снят клип, представленный публике 24 апреля.

## Содержание
По заявлениям Марка Янсена, лидера Epica, Requiem for the Indifferent стилистически близок к предыдущему альбому группы — Design Your Universe. Это связано с тем, что, во-первых, группа осталась довольна звучанием своей предыдущей работы, а, во-вторых, положительной реакцией публики.
Выбор словосочетания «Requiem for the Indifferent» (с англ. — «Реквием по безразличным») в качестве названия для альбома группа объяснила тем, что оно является отсылкой к концу эпохи. Люди больше не могут прятаться от окружающих их культурных, религиозных, экологических и прочих проблем и нуждаются друг в друге для преодоления этих трудностей.

### Список композиций
| №                   | Название                       | Текст песни         | Музыка                                | Длительность |
| ------------------- | ------------------------------ | ------------------- | ------------------------------------- | ------------ |
| 1.                  | «Karma» (Prelude)              | М. Янсен            | Марк Янсен, Кун Янссен, Симона Симонс | 1:32         |
| 2.                  | «Monopoly on Truth»            | М. Янсен, С. Симонс | Исак Делахайе, М. Янсен, С. Симонс    | 7:11         |
| 3.                  | «Storm the Sorrow»             | С. Симонс           | К. Янссен, С. Симонс                  | 5:12         |
| 4.                  | «Delirium»                     | С. Симонс           | К. Янссен, И. Делахайе, С. Симонс     | 6:07         |
| 5.                  | «Internal Warfare»             | С. Симонс           | М. Янсен, И. Делахайе, К. Янссен      | 5:12         |
| 6.                  | «Requiem for the Indifferent»  | М. Янсен            | М. Янсен, И. Делахайе                 | 8:34         |
| 7.                  | «Anima» (Interlude)            | —                   | М. Янсен                              | 1:24         |
| 8.                  | «Guilty Demeanor»              | М. Янсен            | М. Янсен                              | 3:22         |
| 9.                  | «Deep Water Horizon»           | С. Симонс           | М. Янсен, И. Делахайе, К. Янссен      | 6:32         |
| 10.                 | «Stay the Course»              | М. Янсен            | М. Янсен, И. Делахайе, С. Симонс      | 4:25         |
| 11.                 | «Deter the Tyrant»             | М. Янсен            | И. Делахайе, М. Янсен                 | 6:37         |
| 12.                 | «Avalanche»                    | С. Симонс           | М. Янсен, И. Делахайе, С. Симонс      | 6:52         |
| 13.                 | «Serenade of Self-Destruction» | С. Симонс           | М. Янсен, И. Делахайе, К. Янссен      | 9:52         |
| 14.                 | «Twin Flames» (бонус-трек)     | М. Янсен            | М. Янсен                              | 5:02         |
| 15.                 | «Nostalgia» (бонус-трек)       | М. Янсен            | М. Янсен                              | 3:26         |
| Общая длительность: | Общая длительность:            | Общая длительность: | Общая длительность:                   | 72:55        |

## Участники записи
Epica
- Симона Симонс (нидерл. Simone Simons) — вокал
- Марк Янсен (нидерл. Mark Jansen) — ритм-гитара, гроулинг, скриминг
- Исак Делахайе (нидерл. Isaac Delahaye) — лид-гитара
- Кун Янссен (нидерл. Coen Janssen) — синтезатор, фортепиано
- Ив Хутс (нидерл. Yves Huts) — бас
- Арин Ван Весенбек (нидерл. Ariën van Weesenbeek) — ударные, гроулинг

Хор
- Линда Янссен, Лаура Макри — сопрано
- Аманда Сомервилль, Таня Айзл — альт
- Превин Море — тенор
- Кристоф Дрешер — бас
- Симон Оберендер — дополнительный голос

## Позиции в чартах
| Страна             | Высшая позиция | И.     |
| ------------------ | -------------- | ------ |
| Австрия            | 33             | [ 15 ] |
| Бельгия (Валлония) | 27             | [ 15 ] |
| Бельгия (Фландрия) | 30             | [ 15 ] |
| Великобритания     | 112            | [ 16 ] |
| Германия           | 26             | [ 17 ] |
| Нидерланды         | 12             | [ 15 ] |
| Норвегия           | 37             | [ 15 ] |
| Португалия         | 36             | [ 16 ] |
| США                | 104            | [ 16 ] |
| Финляндия          | 37             | [ 15 ] |
| Франция            | 35             | [ 15 ] |
| Швейцария          | 14             | [ 15 ] |
| Швеция             | 53             | [ 15 ] |